# NGC 6845
NGC 6845 (ook: NGC 6845A) is een balkspiraalstelsel in het sterrenbeeld Telescoop. Het ligt ongeveer 290 miljoen lichtjaar van de Aarde verwijderd en werd op 7 juli 1834 ontdekt door de Britse astronoom John Herschel.

## Synoniemen
- ESO 284-8
- AM 1957-471
- IRAS 19573-4712
- PGC 63985
- HIPASS J2000-47
- h 3803